# Niagara Whirlpool
Dieser Artikel wurde wegen inhaltlicher Mängel auf der Qualitätssicherungsseite des Portals Geowissenschaften eingetragen. Dies geschieht, um die Qualität der Artikel im Themengebiet Geowissenschaften zu steigern. Bitte hilf mit, die Mängel zu beseitigen, oder beteilige dich an der Diskussion. (+)

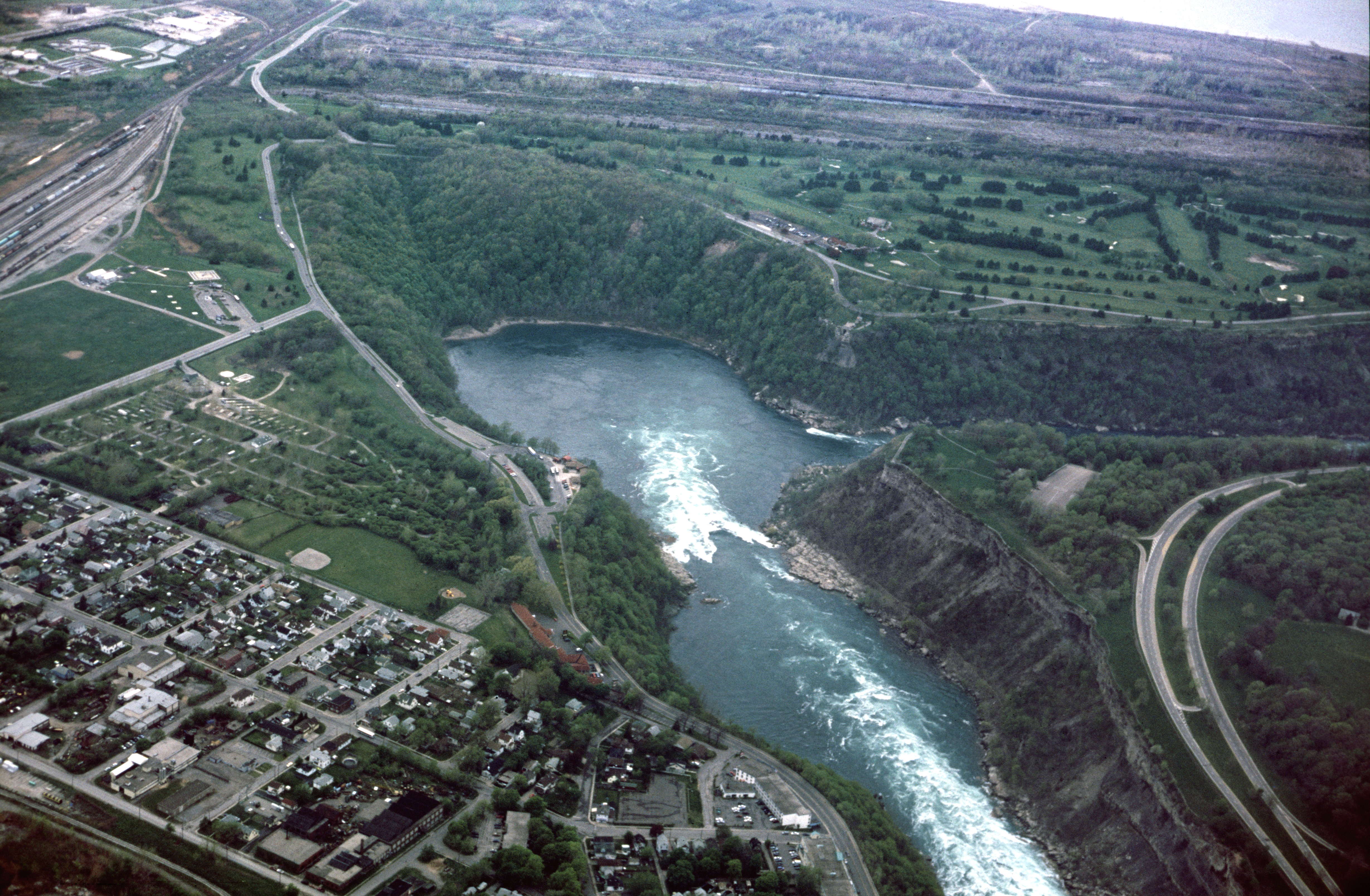
Luftaufnahme des Niagara Whirlpool

Begründung: Der Niagara Whirlpool ist sicher kein Strudel im Wortsinn. Schon der Name Wirlpool deutet an, dass es sich um eine mit Wasser gefüllte Depression handelt, in deren Wasserkörper Strudel (i. S. d. oben verlinkten WP-Artikels) auftreten. Eher handelt es sich um eine Art sehr großer Strudeltopf. --Gretarsson (Diskussion) 01:31, 28. Mär. 2018 (CEST)
Der Niagara Whirlpool ist ein natürlich entstandener Strudel an der Grenze zwischen der kanadischen Provinz Ontario und dem US-amerikanischen Bundesstaat New York. Er liegt unterhalb der Niagarafälle in der Niagara-Schlucht und seine größte Wassertiefe beträgt 38 Meter. An dieser Stelle biegt der Niagarafluss um 90° ab, wodurch ein ebenso großer wie auch gefährlicher Wirbel entsteht.

## Entstehungsgeschichte
Es wird angenommen, dass der Niagara Whirlpool vor ca. 4.200 Jahren bei der flussaufwärts verlaufenden Erosion durch den Wasserablauf vom Erie- in den Ontariosee am Rand der Niagaraklippe entstand.
Die Niagarafälle befinden sich an der Kante des Klippengesteins und wandern seit deren Entstehung flussaufwärts. Während dieses langsam, aber stetig verlaufenden Vorgangs kreuzten die Niagarafälle einen während der Eiszeit vor ca. 22.800 Jahren entstandenen ehemaligen Flusslauf, den vollständig mit Sedimentgestein begrabenen Saint David’s Gorge. Die Sedimente wurden beim Rückzug eines Gletschers in der Schlucht abgelagert und füllten diese über eine Länge von 1.200 m, einer Breite von 300 m und einer Tiefe von 90 m vollständig auf. Als der Fluss unvermittelt auf das weiche Gletschersediment, bestehend aus Kies und versteinertem Schlamm, traf, wurde dieses mehr und mehr ausgeschwemmt und der Niagarafluss änderte binnen kürzester Zeit seinen Flusslauf. Dies führte zur Entstehung des Niagara Whirlpools.
Der Niagarafluss wusch die alte Schlucht aus und fließt nun teilweise durch diesen eiszeitlichen Canyon. Ein Teil dieser Schlucht erstreckt sich in den Ontariosee hinein, ist aber nicht Teil des heutigen Niagaraflussbetts. Die Besonderheit dabei ist, dass der Niagarafluss in nahezu rechtem Winkel auf die Schlucht traf und deshalb heute an dieser Stelle um eben diese 90° abzweigt.
Die plötzliche Richtungsänderung des Flusses, verbunden mit der großen Fließgeschwindigkeit von neun Metern pro Sekunde, führt zu einer turbulenten Verwirbelung des Niagarawassers. Zudem hat die weitere Erosion auch das härtere Grundgestein des Flussbodens zu einem abgerundeten Wasserbassin abgeschliffen, wodurch sich der Strudel vom Zentrum bis zur Uferlinie ausdehnt.
Bei normalem Wasserstand rotiert der Strudel in Uhrzeigerrichtung, bei Hochwasser oder wenn die Stromgesellschaft weniger Wasser ableitet und dadurch direkt über die Niagarafälle abfließen lässt, ändert sich die Rotation aus noch nicht erforschten Gründen entgegen dem Uhrzeigersinn.